# Городецкое сельское поселение (Новгородская область)
Городецкое сельское поселение — упразднённое муниципальное образование в Волотовском муниципальном районе Новгородской области России.
Городецкое сельское поселение было образовано в соответствии с законом Новгородской области от 11 ноября 2005 года № 559-ОЗ.
Административным центром была деревня Городцы.
Территория расположена на западе Новгородской области. По ней протекают реки Псижа и Лошка.
Сельское поселение упразднено с 12 апреля 2010 года. Населённые пункты, входившие в Городецкое сельское поселение, были включены в состав Горского сельского поселения.

## Населённые пункты
На территории сельского поселения были расположены 11 населённых пунктов (деревень):
Горицы, Городцы, Заречье, Камень, Парник, Подостровье, Ракитно, Сельцо, Устицы, Хотигоще, Язвино.